# Ron Greenwood
Ronald "Ron" Greenwood, född den 11 november 1921 i Worsthorne, död den 9 februari 2006 i Sudbury, var en engelsk professionell fotbollsspelare och -tränare. Han är mest känd för sina år som tränare för West Ham United och som Englands förbundskapten i fotboll 1977–1982.
1961 blev Greenwood tränare för West Ham United. Under hans ledning kom spelare som Bobby Moore, Geoff Hurst och Martin Peters fram och bildade stommen i ett lag som vann FA-cupen 1963/64 och Cupvinnarcupen 1964/65. 1977 blev han ny förbundskapten sedan Don Revie lämnat uppdraget. Under hans ledning kvalificerade sig England för EM 1980 och VM 1982.